# 台湾荛花
台湾荛花（学名：Wikstroemia taiwanensis）为瑞香科荛花属下的一个种。

## 扩展阅读
- 維基物種上的相關：台湾荛花